# William Claxton
William Claxton (Pasadena, 12 de outubro de 1927 - Los Angeles, 11 de outubro de 2008) foi um fotógrafo e escritor estadunidense. 